# Kluci z východu
Kluci z východu (v originále Eastern Boys) je francouzský hraný film z roku 2013, který režíroval Robin Campillo podle vlastního scénáře. Film popisuje vztah Francouze a mladého ukrajinského prostituta. Snímek měl světovou premiéru na Mezinárodním filmovém festivalu v Torontu v září 2013, v ČR byl uveden roku 2014 na filmovém festivalu Febiofest.

## Děj
Ruslan, který si říká Marek, je mladý prostitut žijící v Paříži. Je členem gangu mladých lidí z Východní Evropy. Jednoho dne se na Severním nádraží seznámí se starším Danielem, který mu nabídne, aby ho druhý den navštívil u něj doma na předměstí Montreuil. Ovšem nazítří je přepaden v bytě gangem a okraden o peníze a veškeré vybavení. O několik dní později se Ruslan přesto vrátí k Danielovi a mezi nimi se vyvine placený vztah. Po několika týdnech se Ruslan k Danielovi nastěhuje, ovšem členové gangu se nesmějí nic dozvědět. Daniel udělá vše pro to, aby Ruslana dostal z vlivu gangu.

## Obsazení
| Olivier Rabourdin  | Daniel         |
| Kirill Emelyanov   | Marek / Ruslan |
| Daniil Vorobyov    | šéf gangu      |
| Edéa Darcque       | Chelsea        |
| Camila Chanirova   | Camila         |
| Beka Markozashvili | malý Marek     |
| Bislan Yakhiaev    | Bislan         |
| Mohamed Doukouzov  | Mohamed        |

## Ocenění
- Benátský filmový festival: Cena Horizons za nejlepší film (sekce Orizzonti)